# Katzmann (Adelsgeschlecht)
Katzmann (auch Katzmann von Engellis; Englis, nach der hessischen Belehnung 1544 mit Großenenglis) ist der Name eines hessischen Adelsgeschlechts.

## Geschichte
Das ursprüngliche Ratsherren-Geschlecht der kurmainzischen Stadt Fritzlar beginnt die sichere Stammreihe mit Heinrich Katzmann (Kacceman), urkundlich 1290, † zwischen 1336 und 1340, Tuch- und Pelzhändler, Schöffen und Bürgermeister von Fritzlar. Der Historiker Karl Ernst Demandt bezeichnete die Katzmann 1939 wegen ihres Hervorragens als die erste Fritzlarer Familie. Dass die Katzmann die bedeutendste Patrizierfamilie in Fritzlar und die einzige, die über die frühe Neuzeit hinaus bis in das 19. Jahrhundert fortblühte, gewesen sei, ist auch 1973 in den Veröffentlichungen der Historischen Kommission für Hessen zu lesen. Wegen ihres häufigen Leitnamens „Gise“ (Giso) möchte man sie etwa als ehemalige Dienstmannen der Vizegrafen Giso von Gudensberg, wenn nicht gar als deren Seitenzweig betrachten.

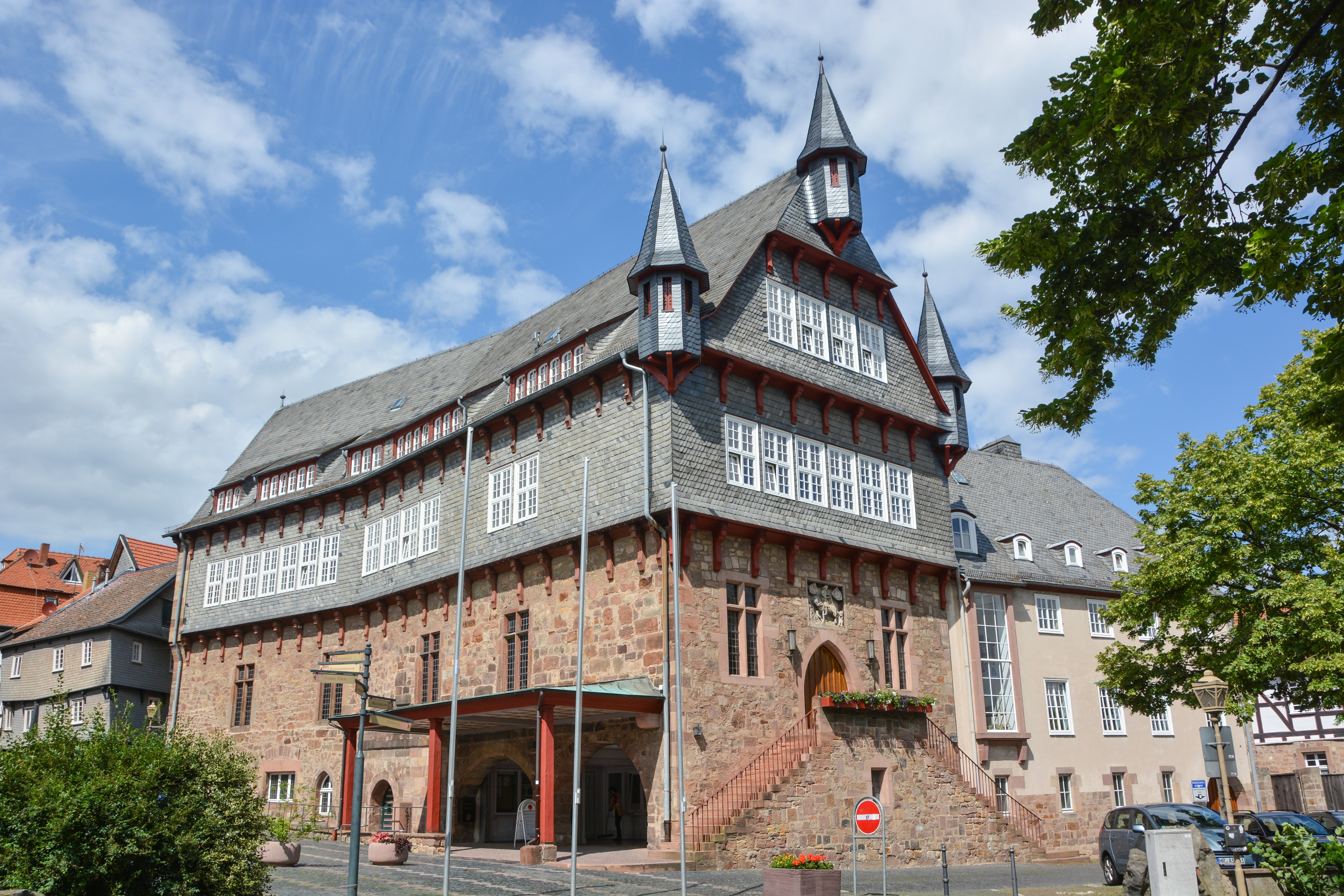
Das Rathaus von Fritzlar ist das älteste urkundlich erwähnte (1109) und noch heute als solches genutzte Amtshaus in Deutschland. Es zeigt über dem Portal ein 1441 von Johannes Katzmann gestiftetes Sankt Martin-Steinrelief mit dem Katzmann-Wappen.

Das Geschlecht hatte sich früh in zwei Linien geteilt: eine patrizische, die lange in Fritzlar sesshaft blieb und im 18. Jahrhundert ausstarb, und eine adelige Linie, die noch im 19. Jahrhundert in Bayern blühte und vom kurhessischen Lehnhof mit den alten stiftfuldischen Gütern in Fritzlar belehnt wurde. Daneben gelangten Mitglieder des Geschlechts im 15. und 16. Jahrhundert auch in das Patriziat der Reichsstadt Frankfurt am Main.

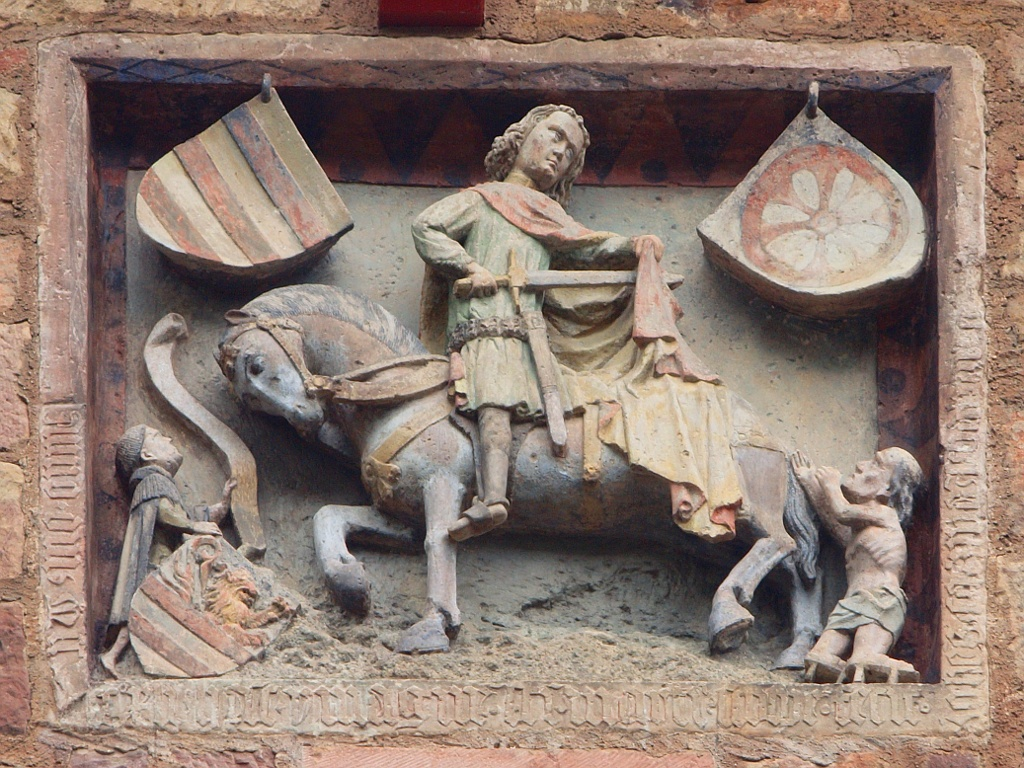
Martins-Relief am Rathaus in Fritzlar. Das Relief aus dem Jahr 1441 zeigt Sankt Martin mit dem Bettler rechts unten. Rechts oben ist das Wappen der Erzbischöfe von Mainz, links oben ist das Wappen vom mainzischen Domkapitel und links unten ist der Stifter des Reliefs mit seinem Wappen zu sehen. Die lateinische Umschrift bedeutet: im Jahre des Herrn 1441 ließ dieses Bildnis des heiligen Martin der Schöffe Johannes Katzmann herstellen.

Heinrich Katzmann (urkundlich 1335–1361) war der erste Angehörige dieses bedeutendsten mittelalterlichen Fritzlarer Patriziergeschlechts, dem der Eintritt in das Fritzlarer Stiftskapitel gelang, obwohl seine Familie damals schon über ein Jahrhundert zu den ersten Geschlechtern der Stadt zählte und Mitglieder anderer Fritzlarer Familien, die weniger Macht besaßen, bereits aufgenommen worden waren. Giso Katzmann (urkundlich 1372–1404) aus der nach Demandt „größten, reichsten und mächtigsten Familie des Fritzlarer Patriziats“, Sohn des Fritzlarer Ratsangehörigen Happel [Apollo] Katzmann, hatte sein Studium mit dem Baccalaureat in decretis abgeschlossen. Als baccalaureus in decretis begegnet er von 1372 bis 1386 als Stiftsherr am Erfurter Marienstift, besaß zugleich ein Kanonikat und ein Scholasteramt am St. Petersstift in Fritzlar. 1380 lebte er in Rom am päpstlichen Stuhl und vermittelte als Unterhändler den Verkehr der Stadt Straßburg mit dem Papst und den Kardinälen.
Happelo [Apollo] Katzmann aus Fritzlar leitete von 1425 bis 1426 den Wiederaufbau mit Erweiterung der erzbischöflich mainzischen Burg Jesberg. Im Frühjahr 1425 wurde unter seiner Leitung das Bauprojekt begonnen. Zunächst wurden die Trümmer der alten Burg entfernt, dann die vorhandenen Keller erweitert und am 5. Juli 1426 mit dem Aufbau der neuen Burg begonnen.
Die Aufnahme in die adelige Ganerbschaft des Hauses Alten Limpurg in Frankfurt am Main erfolgte vor 1435 (1440) für Heinrich Katzmann, Ratsherr und nachmals Bürgermeister von Frankfurt, wahrscheinlich durch Einheirat in die Familie Marburg zum Paradies, die von Siegfried Marburg zum Paradies († 1386) abstammte, und für seinen Sohn Philipp Katzmann. Philipp heiratete 1480 Agnes, geborene von Glauburg († um 1483), die Witwe des Frankfurter Patriziers Winrich Monis zum Birnbaum, den sie 1459 geheiratet hatte. Diese erste Frankfurter Patrizierlinie erlosch 1483. 1553 kam, nach einer siebzigjährigen Vakanz, ein jüngerer Heinrich Katzmann ins Haus Limpurg. Die Aufnahme erfolgte über Einheirat in die Familie Weiß von Limpurg, zu der auch der Humanist Konrad Weiß von Limpurg (1536–1575) gehörte. Der 1553 auf Alten Limpurg aufgenommene Heinrich Katzmann war Bürgerhauptmann in Frankfurt; diese zweite Mitgliedschaft der Katzmann auf Alten Limpurg erlosch 1566. Die Ehefrau war Margretha Katzmann, geb. Weiß von Limpurg (* 1520, beerdigt in Frankfurt am 30. Oktober 1595), Tochter des Conrad Weiß von Limpurg zum Löwenstein († 1530 in Frankfurt), Ratsherr, Bürgermeister, Schöffe, sowie Schwester des Georg Weiß von Limpurg zum Weißenfels (1506–1551), Frankfurter Ratsherr, Bürgermeister und Schöffe, und des Johann Weiß von Limpurg (1518–1568), Frankfurter Ratsherr, Bürgermeister und Schöffe.
Giese (Giso) Katzmann ist erstmals 1467, dann wieder 1471 als Ratsherr in Fritzlar belegt. Im Oktober 1472 wurde ihm das Schultheißenamt in Fritzlar übertragen, das er über Jahrzehnte hinweg ausübte. 1483 quittierte er dem Grafen Philipp II. von Waldeck über 120 Goldgulden, die er von ihm erhalten hatte.
Von 1489 bis 1490 ist Korrespondenz erhalten zwischen dem Fritzlarer Schultheißen Giese Katzmann, seinem Vetter Melchior Katzmann, Bürgermeister und Rat der Stadt Gudensberg, Landgraf Wilhelm II. und Erzbischof Berthold von Mainz.
Eigenschaft „erblicher Burgmann“ in Fritzlar 1491 für Giso Katzmann, kurmainzischen Schultheißen in Fritzlar (die Katzmann nannten sich bis 1624 „Erbburgmannen zu Fritzlar“), bzw. erblicher Burgmann in Borken 1552, für seinen Sohn Ludwig Katzmann († 1558), landgräflich hessischen Schultheißen in Borken. Verheiratet  war er mit Katharina von Fischbach († nach 1520). 1517 verkaufte Graf Philipp der Mittlere von Waldeck, wiederkäuflich an Ludwig Katzmann, Schultheiß zu Borken, 15 Gulden, jährlich aus Sachsenhausen für 300 Gulden; die Grafen Philip der Ältere und Philipp der Jüngere willigtem zu dem Geschäft ein. Der Rat der Stadt Sachsenhausen verpflichtete sich am selben Tag, 3. Januar 1517, 15 Gulden jährlich an Ludwig Katzmann in Borken zu zahlen, als Zinsen einer Schuld von 300 Gulden des Grafen Philipp des Mittleren von Waldeck; die Grafen Philipp von Waldeck der Ältere, der Mittlere und der Jüngere willigten ein.
1544 erfolgte die landgräflich hessische Belehnung mit Großenenglis für Ludwigs Sohn Kurt Katzmann, Schöffe und Bürgermeister von Fritzlar. Philipp Katzmann, Schöffe zu Fritzlar, wurde dort 1506 vom Propst des Petersstifts erblich belehnt. Dessen Linie starb aus. Später wurden Mitglieder einer anderen Linie vom hessischen Landgrafen mit denselben Gütern belehnt.
Margarethe, geborene Schrendeisen († 1568), Witwe von Johannes Muth (1468–1504), Kanzler des Landgrafen Wilhelm II., und Schwägerin des Humanisten Mutianus Rufus, heiratete 1506 den Fritzlarer Schöffen Philipp Katzmann aus dem bedeutendsten Fritzlarer Patriziergeschlecht.
1541 bekannte der Rat der Stadt Sachsenhausen, von Gräfin Anna von Waldeck 45 Gulden Zinsen für Philipp Katzmann, Domherrn in Fritzlar, erhalten zu haben.
In der Chorwand der Kirche zu Dillich ist von 1553 das sandsteinerne Epitaph erhalten, das für das Ehepaar Dalwigk-Katzmann steht: „Anno Domini 1553 auf dem Palmtag ist der edle und ehrenfeste Johann von Dalwigk der Ältere in Gott verschieden. Anno Domini 1565 ist die tugendsame Frau Katharina von Dalwigk geb. Katzmann in Gott verschieden den 5. Tag Januarii.“
Die lateinische Grabinschrift auf der Bronzegussplatte, die im Fritzlarer Dom im Westteil des Kreuzgangs in die Wand eingelassen ist, mit dem Wappen im Zentrum, lautet übersetzt: „Im Jahre des wiedererlangten Heils 1592 am dritten Tage vor den Nonen des Mai starb der einflußreiche und großzügige Philipp Katzmann, Burgmann zu Fritzlar, seine Seele möge sich des (ewigen) Friedens erfreuen.“ Er heiratete 1558 Anna von Wildungen aus Homberg († 1612). Sie war die Tochter des Hans von Wildungen, Bürgermeister von Homberg, und der Cordula, geborenen Goedecke. Anna Katzmann heiratete Heinrich von Wildungen. Cordula Katzmann aus Fritzlar, Tochter des Philipp Katzmann und der Anna, geborene von Wildungen, heiratete um 1600 Ludolf von der Schnare, genannt Schnarmann, kurmainzischer Erbburgmann zu Fritzlar, dessen Schwester Margarete (1571–1634) wiederum mit Heinrich von Wildungen aus Homberg an der Efze verheiratet war.
Im Fritzlarer Dom ist der Grabstein erhalten von Konrad von Katzmann 1636, der die Wappen Katzmann und von Wildungen zeigt und wahrscheinlich erst nach 1650 von der zweiten Ehefrau des Verstorbenen, Dorothea, geborenen von Gilsa zu Ropperhausen († 28. September 1660), gesetzt wurde. Die lateinische Inschrift bedeutet übersetzt: „Im Jahre des Herrn 1636 am 16. Tage des Mai starb im Herrn der hochedle und hervorragende Mann Konrad von Katzmann, Schöffe zu Fritzlar, dessen Seele in Frieden ruhen möge. Amen.“
Kurt von Katzmann (* um 1570, † 1637) und seine Nachkommen führten das Adelsprädikat und gingen zum Teil in den hessischen Landadel über. Das Geschlecht war in der Landgrafschaft Hessen-Kassel (nachmals Kurfürstentum Hessen) ansässig und gehörte zum fuldischen Lehnshof. Junker Ernst Wilhelm Katzmann war 1576 Schultheiß von Fulda. Auch 1577 und 1578 betraute der Fuldaer Fürstabt den edlen und ehrenfesten Wilhelm Catzmann mit dem Schultheißenamt. Dekan und Konvent des Klosters Fulda bestätigten 1593 einen vom kaiserlichen Administrator des Klosters Fulda, Erzherzog Maximilian, am 28. Februar 1592 ausgestellten Lehnsbrief für Wilhelm Katzmann von Englis. Dieser erhielt demnach vom Kloster einen Hof in Untereschenbach, die Schäferei in Obereschenbach sowie Wiesen in der Gemarkung Diebach zu Lehen. Derselbe Wilhelmo Katzmann de Engellis (Wilhelm Katzmann von Englis), fürststiftisch fuldischer Amtmann zu Saaleck, der sich 32 Jahre um die Kirche Fulda verdient gemacht hatte, er war 1579–1602 Vizestatthalter des Stifts Fulda, bekam 1601 vom Fuldaer Abt Balthasar von Dernbach ein Lehen, bestehend aus Wäldern und Äckern am Erthalerberg bei Hammelburg, geschenkt.
Peter Katzmann verkaufte 1649 seinen adligfreien Ritterhof zu Römersberg bei Fritzlar an Peter Moritz von Löwenstein. Um 1768 waren die Infanterie-Regimenter des Generalfeldwachtmeisters von Filseck und des Oberwachtmeisters von Katzmann in Fulda stationiert.
Ein Oberstleutnant von Katzmann stand von 1786 bis 1795 beim Kreisregiment Fulda unter dem Oberbefehl des kurmainzischen Generalfeldwachtmeisters Graf Franz von Hatzfeldt (1756–1827). Friedrich Wilhelm von Katzmann war 1779 unter den adelichen Knaben im hochfürstlichen Seminarium des Hochstifts Würzburg. Um 1803 gehörte das Haus Nummer 2 des I. Stadtbezirks von Fulda dem Major von Katzmann. 1813 ist er zu Fulda Großmajor. Friedrich von Katzmann gehörte 1811 als Kammerherr dem Hofstaat des Großherzogtums Würzburg an. Als kurfürstlich hessische adelige Vasallen sind die von Katzmann noch 1843 im Kurfürstlich Hessischen Hof- und Staatshandbuch verzeichnet, zur kasselischen Lehens-Curie gehörend. Noch 1858 bzw. 1859 findet sich Fräulein Caroline von Katzmann aus Würzburg auf der Kurliste von Bad Kissingen, die 1844 noch „aus Fulda“ bezeichnet wird. 1878 lebt sie als Privatiere in der Würzburger Herzogengasse 11.

## Wappen
Blasonierung des Stammwappens: Der Schild geteilt. Oben in Silber ein wachsender roter Löwe, unten in Silber zwei schwarze Balken. Auf dem Helm der Löwe wachsend zwischen einem silbernen Flug, die Flügel mit zwei schwarzen Balken belegt. Die Helmdecken sind rot-silbern.
In Siebmachers späteren Wappenbüchern wird das Wappen mit verschiedenen Abweichungen dargestellt, z. B. mit gekröntem Helm, mit offenem Flug, mit schwarzem Flug mit silbernen Balken oder mit einem schwarzen, anstatt roten Löwen:

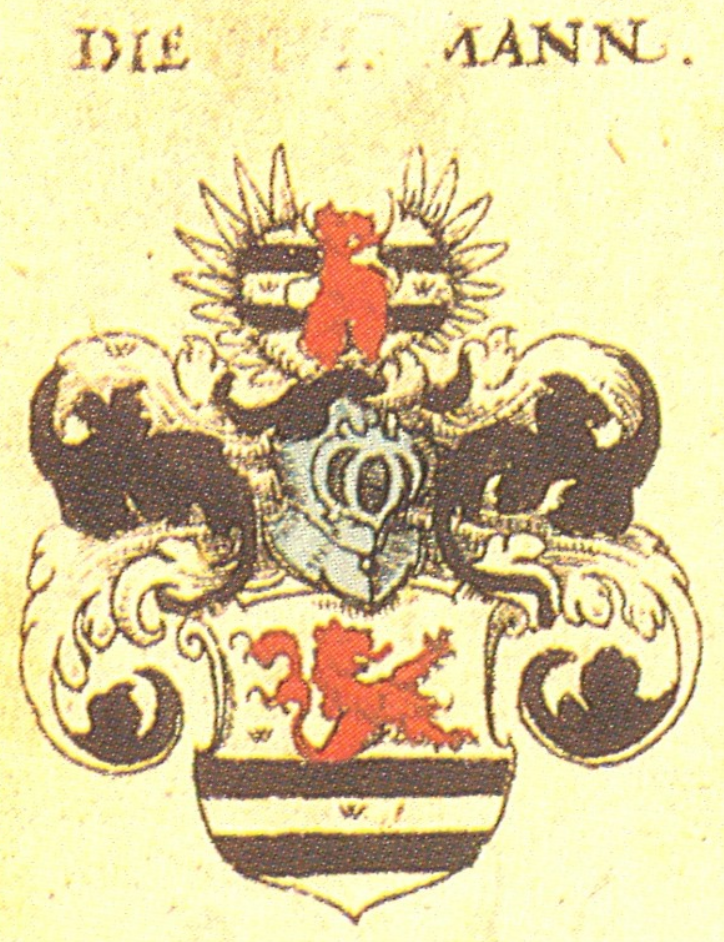
Wappen der Katzmann in Johann Siebmachers Wappenbuch (1605)
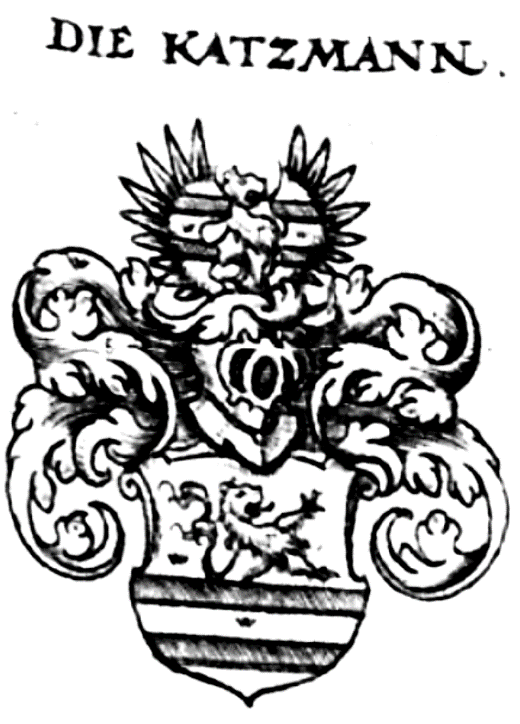
Wappen der Katzmann bei Siebmacher (1772)
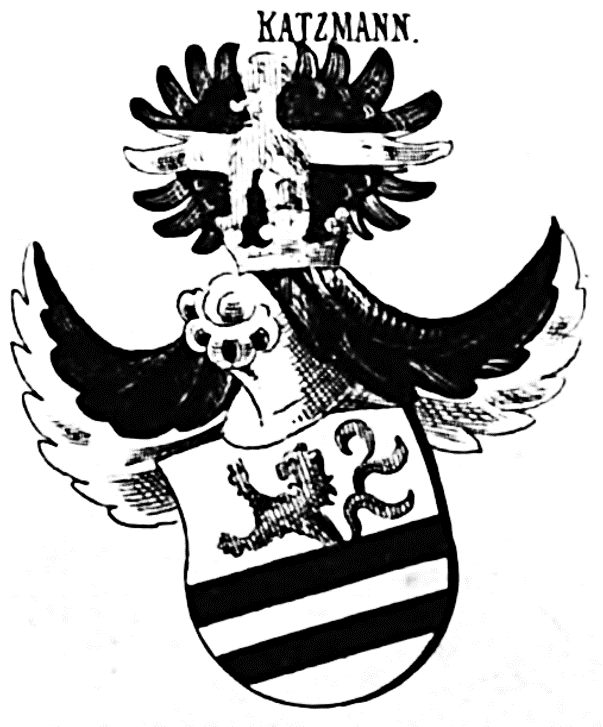
Wappen der Katzmann bei Siebmacher (1859)
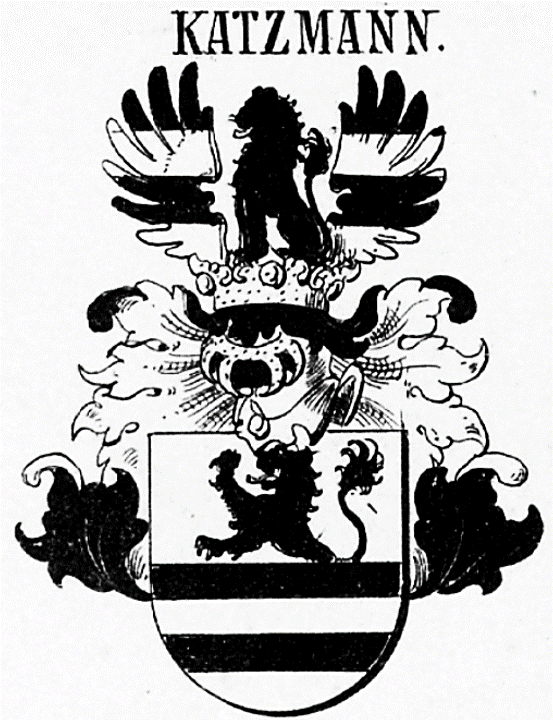
Wappen der Katzmann bei Siebmacher (1906)